# Kiełek funkcji gładkiej
Kiełek funkcji gładkiej w punkcie – klasa abstrakcji funkcji w zbiorze funkcji gładkich (nieskończenie wiele razy różniczkowalnych) określonych w otoczeniach punktu w relacji równoważności, którą spełniają dwie tożsamościowo równe w pewnym otoczeniu tego punktu funkcje.

## Definicja
Niech {\displaystyle {\mathcal {M}}} będzie parazwartą rozmaitością klasy {\displaystyle {\mathcal {C}}^{\infty }.}
Dla punktu {\displaystyle m\in {\mathcal {M}}} niech {\displaystyle {\mathcal {C}}^{\infty }(m)} oznacza rodzinę wszystkich funkcji gładkich określonych w otoczeniach punktu {\displaystyle m} (mogą być to różne otoczenia dla różnych funkcji).
Niech {\displaystyle \sim _{m}} będzie relacją równoważności określoną następująco:
Dla funkcji gładkich {\displaystyle f,g\in {\mathcal {C}}^{\infty }(m)} zachodzi relacja {\displaystyle f\sim _{m}g} wtedy i tylko wtedy, gdy istnieje takie otoczenie {\displaystyle {\mathcal {U}}} punktu {\displaystyle m}, że dla każdego punktu {\displaystyle x\in {\mathcal {U}}} funkcje są tożsamościowo równe, to znaczy {\displaystyle f(x)-g(x)=0}.
Zbiór funkcji gładkich {\displaystyle g} tożsamych z funkcją f w otoczeniu punktu m nazywamy kiełkami funkcji gładkiej {\displaystyle f} w punkcie {\displaystyle m}.
{\displaystyle [f]_{m}=\{g\in {\mathcal {C}}^{\infty }(m):g\sim _{m}f\}.}

## Znaczenie
Kiełki mają podobne własności jak funkcje. Szczególnie lokalne własności funkcji i kiełków są podobne. Z tego powodu kiełki są używane do badania lokalnych własności funkcji.